# Temporada de ciclones no Índico Sudoeste de 2021-2022
A temporada de ciclones no oceano Índico sudoeste de 2021-2022 foi um evento contínuo do ciclo anual de formação de ciclones tropicais e ciclones subtropicais, sendo considerada acima da média. A temporada teve inicio em 15 de novembro, e terminou em 30 de abril de 2021, com exceção de Maurícia e Seicheles, para o qual terminou em 15 de maio de 2022. A primeira tempestade (Ana) formou-se em 20 de janeiro de 2022, marcando a tempestade mais tardia da história do ciclo no oceano Índico Sudoeste. A segunda e a mais forte tormenta da temporada, o ciclone Batsirai, formou-se em 24 de Janeiro e tornou-se uma tempestade de longa duração e poderosa. Ele cruzou para oeste, e eventualmente atingiu Madagascar como uma tempestade equivalente a categoria 3. O ciclone mais mortífero da temporada foi a depressão Issa, que matou 435 pessoas. Estas datas delimitam convencionalmente o período de cada ano quando a maioria dos ciclones tropicais e subtropicais se formam na bacia, que fica a oeste de 90°E e a sul do Equador. Os ciclones tropicais e subtropicais nesta base são monitorizados pelo Centro Meteorológico Regional Especializado na Reunião.

## Resumo sazonal

Ciclone Tropical Intenso Vernon e Depressão Tropical 08 interagindo entre si por meio do efeito Fujiwara

## Sistemas

### Tempestade Tropical Moderada Ana
Às 07:30 UTC de 20 de Janeiro, o Joint Typhoon Warning Center relatou uma formação de uma área de convecção, que eles designaram como Invest 93S, aproximadamente 378 nmi (700 km; 435 mi) de Maurício, com a agência dando uma baixa chance de potencial ciclogênese dentro das próximas 24 horas. Ao Meio-dia, o MFR observou uma circulação fechada norte-noroeste de Saint-Brandon, com um centro bastante mal definido. A formação da perturbação foi causada pela onda de fluxo monsoonal. À noite, o JTWC atualizou o sistema para uma média chance de potencial ciclogênese, depois de notar sua circulação obscura de baixo nível (LLC). No dia seguinte, às 02:00 UTC, o JTWC emitiu seu Alerta de Formação de Ciclones Tropicais (TCFA) para Invest 93S e também atualizou o sistema novamente para uma alta chance de potencial ciclogênese, como a agência observou sua consolidação em um centro de baixo nível bem definido. Mais tarde, às 12:00 UTC, o AMF declarou o sistema de baixa pressão tropical como uma zona de perturbações meteorológicas, tornando-se o primeiro sistema da temporada. O departamento notou a circulação alongada que era um pouco mais compacta do que no dia anterior, mas ainda muito mal organizada. Doze horas depois, o AMF classificou-o como uma perturbação tropical, pois descobriram que o padrão de nuvens do sistema tinha melhorado. Além disso, seu centro se tornou bem definido, mas o sistema ainda estava mal definido e alongado. A perturbação lentamente se consolidou em uma estrutura convectiva definida, ao mesmo tempo em que desenvolveu faixas de chuva curvas distintas, o que levou o MFR a atualizá-lo para uma depressão tropical às 06:00 UTC de 22 de Janeiro. Entre as 08:00 UTC e as 09:00 UTC, o centro do sistema cruzou entre Toamasina e Île Sainte-Marie como uma depressão tropical, com o MFR classificando o sistema como uma depressão terrestre. Devido ao terreno montanhoso de Madagáscar, o sistema enfraqueceu um pouco, mas ainda conseguiu preservar sua convecção organizada e seu centro de baixo nível. Às 06:00 UTC do dia seguinte, o MFR o classificou novamente como uma perturbação tropical depois de entrar no canal de Moçambique. Seis horas depois, ele se intensificou para uma depressão tropical, e gradualmente melhorou sua estrutura convectiva e o resfriamento de suas bandas convectivas. Suas nuvens de baixo nível tinham desenvolvido um padrão curvado distinto perto do centro. Isto ocorreu depois de entrar no canal de Moçambique, onde estavam disponíveis condições ambientais mais condutivas, juntamente com uma boa convergência de fluxo monosoonal. Às 15:00 UTC, o JTWC declarou o sistema como um ciclone tropical e designou-o como 07S. Mais tarde, o AMF classificou o sistema como uma tempestade tropical moderada e o nomeou Ana, tornando-se a primeira tempestade nomeada da temporada.
Ana manteve a sua intensidade até às 08:00 UTC do mesmo dia, quando fez "landfall" perto do Sul de Angoche, Moçambique. O sistema mais tarde moveu-se para oeste como uma depressão terrestre, após o desembarque, atravessando o sul do Malawi e o norte do Zimbabué, e ao meio-dia de 25 de Janeiro tornou-se uma baixa remanescente sobre as áreas adjacentes do Zimbabué e da Zâmbia. O remanescente mais tarde se mudou para Angola e foi notado pela última vez em 30 de janeiro em torno da Namíbia e Angola.
Apesar de um sistema fraco, Ana causou inundações devastadoras em Madagascar, Malawi e Moçambique matando 88 pessoas no total. Antes de se tornar uma tempestade tropical moderada, Ana fez um "landfall" em Madagascar como uma depressão tropical causando fortes chuvas que levaram a deslizamentos de terra e enchentes mortais. Ana causou 48 fatalidades em Madagascar. Estima-se que 55.000 pessoas ficaram desabrigadas e 130 mil foram forçados a fugir para centros de habitação temporários. Em Moçambique, pelo menos 20 pessoas tenham sido mortas e 10 000 casas tinham sido destruídas. Um adicional de 20.000 foram afetados pelo ciclone. No Malawi, 200.000 pessoas foram deslocadas e 20 fatalidades foram relatadas. Inundações catastróficas causaram graves danos em infra-estruturas e linhas eléctricas, o que levou a graves cortes de energia principalmente na área afectada. A barragem hidroeléctrica de Kapichira foi gravemente danificada devido às inundações repentinas. Por causa disso, o governo do Malawi declarou como "estado de desastre natural".

### Ciclone tropical intenso Batsirai
Em 23 de janeiro, quando o JTWC nomeou Invest 93S como Ciclone Tropical 07S que viria ser a Tempestade Tropical Ana às 15:00 UTC, o JTWC também observou uma área de convecção que foi designado como Invest 96S sobre a parte leste da bacia, localizado a cerca de 493 nmi (913 km; 567 mi) das Ilhas Cocos meia hora mais tarde, juntamente com a sua convecção desorganizada sobre uma placa de LLC. A agência deu uma baixa chance de potencial ciclogênese nas próximas 24 horas. Um dia mais tarde, às 00:30 UTC, a agência passou a ser média após o sistema ter melhorado gradualmente o seu padrão de convecção. Mais tarde, às 21:30 UTC do mesmo dia, a agência emitiu um TCFA para o Invest 96S, depois de notar o seu obscuro LLC. Enquanto isso, ao meio-dia de 25 de Janeiro, o AMF reconheceu o mesmo sistema de baixa pressão e, mais tarde, classificou-o como uma perturbação tropical às 06:00 UTC do dia seguinte. Segundo eles, a convecção do sistema mostrava sinais de organização gradual desde 24 de janeiro. O centro tornou-se mais bem definido com nuvens de baixo nível convergindo para ele em um padrão circular definido, sugerindo que uma circulação fechada tinha se formado. A AMF classificou-a para uma depressão tropical às 12:00 UTC do mesmo dia, uma vez que continuou a melhorar a sua estrutura convectiva ao longo do seu centro de baixo nível. Depois de sua atividade convectiva ser interrompida brevemente após 18:00 UTC devido ao ar seco, o JTWC reconheceu o sistema como um ciclone tropical às 03:00 UTC do dia seguinte. A RCM seguiu-se três horas mais tarde e nomeou Batsirai como uma tempestade tropical moderada. Entre as 06:00 UTC e as 12:00 UTC, Batsirai passou por um rápido aprofundamento e intensificou-se de uma tempestade tropical moderada para um ciclone tropical intenso em apenas três horas. De acordo com o MFR, foi favorecida pela dimensão muito pequena do sistema e seu movimento rápido. Tinha também estabelecido um núcleo interno de 75 to 90 km (45 to 55 mi) de diâmetro. Duas horas depois, o JTWC também classificou o sistema para um ciclone tropical de categoria 2, pois ele desenvolveu um olho pequeno a cerca de 7 nmi (13 km; 8.1 mi) de diâmetro. No entanto, às 18:00 UTC, começou a declinar rapidamente após o colapso do olho e os topos das nuvens terem aquecido desde então. Devido a estas razões, o AMF desclassificou-se para um ciclone tropical. À meia-noite de 28 de Janeiro, o sistema ainda desclassificou para uma tempestade tropical moderada, depois de um enfraquecimento da estrutura convectiva. Três horas depois, o JTWC desclassificou-se para uma tempestade tropical.
Batsirai retomou sua intensificação depois de se tornar uma tempestade tropical severa às 06:00 UTC do dia seguinte. Nove horas depois, o JTWC classificou o sistema para um ciclone tropical de categoria 1. Às 03:00 (UTC) de 30 de Janeiro, o JTWC classificou o sistema para um ciclone tropical de categoria 2, Após notar uma superfície central densa (CDO) bem definida e um olho de microondas. O AMF classificou-o como um ciclone tropical ao meio-dia. Três horas depois, o JTWC classificou-se para um ciclone tropical de categoria 3, com a expansão da parede do olho e o desenvolvimento de um olho de 5 nmi (9.3 km; 5.8 mi) largura. No entanto, foi de curta duração e re-declinou para um status de categoria 1 por volta das 03:00 UTC de 1 de fevereiro, como seu olho em forma de buraco de agulha apenas entrou em colapso pouco tempo e sua parede do olho ficou desorganizada. Possivelmente por causa de sua luta para manter sua estrutura convectiva contra o cisalhamento vertical do vento (VWS), apesar da alta temperatura da superfície do mar (SST). Mas às 15:00 UTC do mesmo dia, ele fez um retorno a um status de categoria 2, uma vez que conseguiu consolidar e sua característica de olho reapareceu nas imagens de satélite. Três horas depois, o AMF classificou-o como um ciclone tropical intenso. De acordo com o JTWC, por volta das 03:00 UTC de 2 de fevereiro, ele foi para outra rodada de rápida intensificação de um ciclone de categoria 2 para um ciclone de categoria 4. A sua parede do olho organizou-se rapidamente e desenvolveu também um olho largo de 15 nmi (28 km; 17 mi). Depois de atingir o seu pico às 12:00 UTC, as imagens de satélite retrataram a formação de outra parede do olho e também mostraram sinais de enfraquecimento às 15:00 UTC. Isto indicou o início do ciclo de substituição da parede do olho.

### Tempestade Tropical Moderada Cliff
Em 31 de Janeiro, o MFR relatou a formação de uma área fraca de baixa pressão a leste do ciclone Batsirai, que o JTWC reconheceu como Invest 90S às 08:00 UTC de 2 de janeiro. Dois dias depois, às 03: 00 UTC, O JTWC emitiu um TCFA para o invest, atualizando-o para um ciclone tropical pouco depois, observando a LLC definida, mas obscurecida. Ao meio-dia, o MFR seguiu, e declarou a mesma baixa como uma depressão tropical. Mais tarde, à noite, o MFR atualizou-o para uma tempestade tropical moderada e recebeu o nome de Cliff. À meia-noite de 5 de fevereiro, Cliff enfraqueceu à medida que perdeu a organização, com sua convecção sendo deslocada ao sul de sua LLC. Às 06:00 UTC, Cliff enfraqueceu ainda mais devido a uma intrusão de ar seco e fortalecimento adicional do cisalhamento do vento noroeste. Seis horas depois, o MFR emitiu seu último boletim e declarou-o como uma baixa de "preenchimento". No dia seguinte às 21:00 UTC, O JTWC também emitiu o seu aviso final de Cliff. Os remanescentes de Cliff serpenteavam no mar aberto e passaram brevemente a oeste da ilha da reunião em 11 de fevereiro, dissipando-se completamente em 12 de fevereiro.

### Tempestade Tropical Moderada Dumako
No dia 12, o RSMC emitiu um aviso para a o distúrbio tropical 04R.
No dia 13, o ciclone tropical S12 foi designado e posteriormente, no mesmo dia, nomeado Dumako, quando estava ao norte de Maurícia. O Zoom Earth previa, no dia 13, sua trajetória bem a norte de Maurícia e Reunião, mas com rumo ao norte Madagascar, onde deve tocar solo no dia 15 ou 16 como uma baixa tropical.
Ele enfraqueceu rapidamente durante a noite devido ao terreno acidentado e o JTWC deu o último aviso no sistema às 21:00 UTC de 15 de fevereiro. Duas pessoas morreram durante a tempestade.

### Ciclone Tropical Intenso Emnati
Emnati inicialmente se desenvolveu como uma zona de clima perturbado, onde se moveu para o oeste sobre as águas abertas no Oceano Índico. As condições ambientais foram avaliadas como sendo marginalmente propícias à ciclogênese tropical, com a perturbação localizada a cerca de 420 nmi (780 km; 480 mi) ao sul de Diego Garcia. No mesmo dia, o JTWC emitiu um alerta de formação de ciclones tropicais para o sistema e, às 21:00 UTC, o JTWC iniciou avisos sobre o sistema e classificou-o como Ciclone Tropical 13S. No dia seguinte, o sistema se organizou em um distúrbio tropical. O sistema continuou organizando, e às 12:00 UTC, o MFR atualizou o sistema para uma depressão tropical. Em 17 de fevereiro, o MFR informou que o sistema tinha se tornado uma tempestade tropical moderada, e o centro de aconselhamento ciclone Tropical sub-Regional em Maurício nomeou-o Emnati.

### Tempestade Tropical Moderada Fezile
Em 16 de fevereiro, a baixa tropical 19U vinda da Austrália mudou-se para a bacia da região da Météo-France, e foi reclassificada como Zona de distúrbio do clima 06R.

### Ciclone Tropical Intenso Vernon
Em 20 de fevereiro, o BoM notou uma possível formação de uma baixa tropical que se localizava no Mar de Arafura, e assim, designando-a como 21U.  Em 24 de fevereiro, o sistema já era uma baixa tropical em desenvolvimento, pois estava localizado no Estreito de Torres. O ciclone saiu da área do BOM como categoria 4 e se transferiu para a da Météo-France no dia 26 de fevereiro. A tormenta fez com a depressão tropical 08R (abaixo) um Efeito Fujiwara, e Vernon sugou a depressão para si depois disso.

### Ciclone Tropical Intenso Gombe
Em 6 de março, a MFR começou a monitorar uma zona de distúrbio do clima localizada a aproximadamente 280 nmi (520 km; 320 mi) das Ilhas Maurício, movendo-se para o norte. O JTWC mais tarde marcou o sistema como Invest 97S e emitiu um TCFA para a tempestade às 11:40 UTC em 6 de março. No dia seguinte, a MFR o atualizou para uma depressão tropical às 12:00 UTC, com o nome de Tempestade Tropical Moderada Gombe seis horas depois.  O JTWC seguiu, atualizando Gombe para uma tempestade tropical com ventos de 35 kn (65 km/h; 40 mph) às 06:00 UTC de 9 de março. A MFR reclassificou Gombe como uma depressão terrestre às 06:00 UTC, uma vez que atingiu o norte de Madagascar em 8 de março, e o JTWC rebaixou a tempestade para uma depressão tropical. 24 horas depois, Gombe emergiu sobre o Canal de Moçambique, e voltou a ser uma tempestade tropical. Gombe reconstruiu gradualmente sua estrutura e, em seguida, intensificou-se para uma tempestade tropical de ponta no final de 9 de março e ganhou ventos equivalente à categoria 1 às 06:00 UTC de 10 de março. À medida que se aproximava da costa em Província de Nampula, a tormenta sofreu rápida intensificação e alcançou os 65 kn (120 km/h; 75 mph) em 18 horas. A MFR elevou Gombe para o quarto ciclone tropical intenso do ano nesta temporada. Após o desembarque de Gombe em Moçambique, o ciclone passou a perder a maior parte de sua convecção no dia seguinte.  A MFR rebaixou a tempestade para uma depressão pela segunda vez às 06:00 UTC

### Ciclone Tropical Intenso Halima
Em boletim divulgado pela MFR em 21 de março de 2022, foi detectada uma zona de distúrbio do clima no nordeste da área de responsabilidade da agência. A baixa pressão se organizou e se tornou uma depressão tropical, sendo designada 10. O sistema sofreu ciclogênese tropical na manhã de 23 de março de 2022, e foi elevado a uma "tempestade tropical moderada", sendo chamado pela MFR de Halima.  Na tarde do dia 24 de março de 2022, o ciclone se intensificou e alcançou o status de "tempestade tropical severa", segundo a MFR. Às 18:00 UTC do mesmo dia, a MFR divulgou um novo boletim técnico, informando que Halima se intensificou e evoluiu para um "ciclone tropical".

### Depressão Subtropical Issa
Em 11 de abril, uma área de baixa pressão se transformou numa zona de distúrbio do clima raríssima perto da costa sudeste da África do Sul a partir da interação de uma cavado de nível superior e ar mais quente perto da superfície. Com temperaturas oceânicas quentes e baixo cisalhamento do vento, a área desenvolveu tempestades intensas que envolveram uma circulação apertada e caíram fortes chuvas no leste da África do Sul. Em 12 de abril, a MFR designou a baixa como "Depressão Subtropical", recebendo o nome Issa; com base na estrutura do sistema e na presença de ventos fortes. Issa moveu-se lentamente para o sul e alcançou o status de "tempestade subtropical" segundo boletim não-oficial do JTWC.  A tormenta não conseguiu se intensificar mais por conta de muito cisalhamento do vento e perdeu suas características subtropicais em 13 de abril.
As inundações na África do Sul mataram ao menos 395 pessoas por conta deste ciclone.

### Tempestade Tropical Severa Jasmine
Às 06:00 UTC de 22 de abril de 2022, a MFR divulgou um boletim detectando uma zona de distúrbio do clima perto de Comores e foi designada 12.  O sistema deslocou-se e ganhou força na tarde do mesmo dia atingindo o status de "distúrbio tropical".  O JTWC também divulgou um boletim não oficial sobre o sistema de baixa pressão, designando-o como Invest 97S.  O ciclone fez landfall em Nampula, ao largo da costa de Moçambique.  No dia 24 de abril à meia-noite UTC, ele ganhou força e a MFR o classificou como "tempestade tropical moderada", recebendo o nome Jasmine. Na tarde do mesmo dia, a tormenta chegou ao status de "tempestade tropical severa".  No dia 27 de abril, a MFR divulgou um último boletim, informando que Jasmine havia perdido suas características tropicais e foi rebaixado para uma baixa pressão comum em alto-mar 

## Nomes de tempestade
As depressões tropicais e as depressões subtropicais recebem um nome quando se intensificam para ter ventos sustentados de 10 minutos de 65 km/h (40 mph), conforme avaliado pelo Centro de Meteorologia Regional Especializado em Ilha de Reunião, França (RSMC La Réunion). O Centro Sub-Regional de Ciclones Tropicais de aconselhamento nas Maurícias atribui um nome a um ciclone se intensifica-se para uma tempestade tropical moderada entre 55°E e 90°E. Um ciclone é designado pelo Centro Consultivo Sub-Regional de Ciclones Tropicais em Madagáscar se se intensificar para uma tempestade tropical moderada entre 30°E e 55°E. A partir da temporada de 2016-2017, listas de nomes dentro do oceano Índico sudoeste são rodadas em uma base Trienal. Nomes de tempestade que são atribuídos durante a temporada são usados uma vez. Portanto, todos os nomes das tempestades utilizados este ano serão removidos da rotação e substituídos por um novo nome para a temporada 2024-2025, enquanto os nomes não utilizados permanecem na lista. Todos os nomes são os mesmo com a exceção de Ana, Batsirai, Cliff, Damako, Emnati, Fezile, Gomba, Halima, Issa, Jasmine, Karim, e Letlama que foram substituídos por Alcide, Bouchra, Cilida, Desmond, Eketsang, Funani, Gelena, Haleh, Idai, Joaninha, Kenneth, e Lorna desde a temporada de 2017-2018.
| - Ana - Batsirai - Cliff - Dumako - Emnati - Fezile - Gombe - Halima - Issa | - Jasmine - Karim - Letlama (sem usar) - Maipelo (sem usar) - Njazi (sem usar) - Oscar (sem usar) - Pamela (sem usar) - Quentin (sem usar) - Rajab (sem usar) | - Savana (sem usar) - Themba (sem usar) - Uyapo (sem usar) - Viviane (sem usar) - Walter (sem usar) - Xangy (sem usar) - Yemurai (sem usar) - Zanele (sem usar) |

### Região da Austrália ou da IMD
Ciclones significativos já nomeados que se formaram inicialmente das áreas de responsabilidade do Bureau of Meteorology (BOM) ou da Indian Meteorological Department (IMD), a Météo-France manterá os nomes atribuídos nesta temporada:
- Vernon

## Efeitos sazonais
Esta tabela lista todos os ciclone tropicals e ciclone subtropicals que foram monitorados durante a temporada de ciclones no sudoeste do oceano Índico. As informações sobre a sua intensidade, duração, nome, zonas afectadas provêm principalmente do RSMC La Réunion. Os relatórios de morte e danos provêm de relatórios da imprensa ou da Agência Nacional de gestão de desastres relevante, enquanto os totais de danos são apresentados em USD de 2021 ou 2022.
| Nome                | Datas ativo                    | Classificação máxima         | Velocidade de vento sustentados | Pressão              | Áreas afetadas                                          | Danos (USD)        | Fatalidades   | Refs                    |
| ------------------- | ------------------------------ | ---------------------------- | ------------------------------- | -------------------- | ------------------------------------------------------- | ------------------ | ------------- | ----------------------- |
| Ana                 | 20 – 25 de janeiro             | Tempestade tropical moderada | 85 km/h (50 mph)                | 990 hPa (29 inHg)    | Madagáscar, Moçambique, África do Sul, Malawi, Zimbabwe | Desconhecido       | 115           | [ 20 ]                  |
| Batsirai            | 24 de janeiro – 8 de fevereiro | Ciclone tropical intenso     | 195 km/h (120 mph)              | 934 hPa (27.6 inHg)  | Mauritius, Réunion, Madagáscar                          | > $53,3 milhões    | 123           | [ 102 ] [ 103 ]         |
| Cliff               | 3 – 5 de fevereiro             | Tempestade tropical moderada | 75 km/h (45 mph)                | 994 hPa (29.4 inHg)  | Nenhum                                                  | Nenhum             | Nenhum        |                         |
| Dumako              | 10 – 18 de fevereiro           | Tempestade tropical moderada | 85 km/h (50 mph)                | 993 hPa (29.32 inHg) | Madagascar, Moçambique                                  | Desconhecido       | 14            | [ 104 ]                 |
| Emnati              | 15 – 24 de fevereiro           | Ciclone tropical intenso     | 175 km/h (110 mph)              | 940 hPa (27.76 inHg) | Ilhas Maurício, Réunion, Madagascar                     | Desconhecido       | 15            | [ 105 ]                 |
| Fezile              | 16 – 18 de fevereiro           | Tempestade tropical moderada | 75 km/h (45 mph)                | 980 hPa (29 inHg)    | Nenhum                                                  | Nenhum             | Nenhum        |                         |
| Vernon              | 26 de fevereiro – 3 de março   | Ciclone tropical intenso     | 195 km/h (120 mph)              | 950 hPa (28 inHg)    | Nenhum                                                  | Nenhum             | Nenhum        |                         |
| 08                  | 23 – 27 de fevereiro           | Depressão tropical           | 55 km/h (35 mph)                | 998 hPa (29.5 inHg)  | Nenhum                                                  | Nenhum             | Nenhum        |                         |
| Gombe               | 5 – 17 de março                | Ciclone tropical intenso     | 165 km/h (105 mph)              | 960 hPa (28 inHg)    | Madagáscar, Moçambique, Malawi                          | Desconhecido       | 62            | [ 106 ] [ 107 ] [ 108 ] |
| Halima              | 20 de março – 1 de abril       | Ciclone tropical intenso     | 195 km/h (120 mph)              | 939 hPa (27.7 inHg)  | Nenhum                                                  | Desconhecido       | 0             |                         |
| Issa                | 12 – 13 de abril               | Depressão subtropical        | 95 km/h (60 mph)                | 994 hPa (29.4 inHg)  | África do Sul                                           | Desconhecido       | 455           |                         |
| Jasmine             | 22 – 27 de abril               | Tempestade tropical severa   | 110 km/h (70 mph)               | 982 hPa (29.0 inHg)  | Comores, Moçambique, Madagascar                         | Não divulgado      | 3             |                         |
| Karim               | 5 – 7 de maio                  | Tempestade tropical moderada | 75 km/h (45 mph)                | 994 hPa (29.4 inHg)  | Nenhum                                                  | Não divulgado      | Não divulgado |                         |
| Totais da temporada |                                |                              |                                 |                      |                                                         |                    |               |                         |
| 13 sistemas         | 20 janeiro – 7 maio            |                              | 195 km/h (120 mph)              | 934 hPa (27.6 inHg)  |                                                         | $1.882 mil milhões | 777           |                         |